# Апий Клавдий Сабин Инрегиленсис
Вижте пояснителната страница за други личности с името Апий Клавдий Сабин.
Апий Клавдий Сабин Инрегиленсис или Региленсис (на латински: Appius Claudius Sabinus Inregillensis; Regillensis) e сабински, а по-късно римски политик на ранната Римска република.

## Биография
Произлиза от сабинския град Regillum и е роден като Ата Клаус (Attus Clausus, романизирано Appius Claudius). Прародител и основател е на род Клавдии. Той дава и когномен на клона на фамилията си Сабин. През 504 пр.н.е. фамилията му се премества в Рим и веднага е приета в патрицианското съсловие.
През 495 пр.н.е. той става консул заедно с Публий Сервилий Приск Структ. Тази година обикновеният народ подготвя протеста си secessio plebis (от лат.: „протест на обикновения народ“). Историкът Ливий описва Клавдий като консервативен представител на висшето общество, а колегата му Сервилий като преговарящ. Същевременно волските и херниките подготвят война с Рим.
Неговите синове са Апий Клавдий Сабин, (консул 471 пр.н.е.) и Гай Клавдий Инрегиленсис Сабин, (консул 460 пр.н.е.). Той е дядо на Апий Клавдий Крас Сабин, (консул 451 пр.н.е.), син на консула Апий от 471 пр.н.е.
1. 1 2  Ap. Claudius (321) M. f. Sabinus Inregillensis //   Посетен на 10 юни 2021 г.
2. ↑  141 //   Посетен на 10 юни 2021 г.
3. ↑  113 //   Посетен на 10 юни 2021 г.